# Liryka polsko-łacińska
Liryka polsko-łacińska – nurt literatury polskiej rozwijający się od wczesnego średniowiecza (ok. X–XII w.) do XVIII wieku. Obejmuje on twórczość polskich literatów, powstałą na terenie Polski oraz z Polską związaną, a stworzoną w języku łacińskim.

## Średniowiecze
Do czasu wykształcenia się polskiego języka literackiego jako pełnoprawnego czynnika kulturowego literatura polsko-łacińska stanowiła zasadniczy rdzeń piśmiennictwa polskiego. Literatura w języku polskim pojawiła się w większym stopniu dopiero w XV w. Literatura łacińska w Polsce zaczęła rozwijać się później niż w Europie Zachodniej, dlatego niektóre prądy umysłowe, funkcjonujące na Zachodzie w odstępach czasowych, docierały do Polski jednocześnie. W średniowieczu poezję identyfikowano z utworami pisanymi wierszem, dlatego też wśród tekstów z tego okresu można spotkać wierszowane traktaty medyczne, gramatyczne i kroniki.
Polską literaturę średniowieczną można podzielić na trzy podokresy: XI–XII w., XIII–XIV w. oraz XV w. Pierwsze łacińskie utwory wierszowane – epigrafy – pojawiły się na początku XI w., od XIII w. nastąpił szybki rozwój poezji liturgicznej, zaś w XV w. na większą skalę pojawiła się poezja świecka związana głównie ze środowiskiem dworskim i uniwersyteckim. W wiekach XI–XIII najczęstsze były utwory użytkowe, jak wiersze inskrypcyjne, ryte na nagrobkach i innych przedmiotach, oraz gatunki poezji liturgicznej. W wiekach XII i XIII pojawiła się liryka i epika świecka (zwłaszcza jako wstawki poetyckie w kronikach). Liryka religijna XIII wieku w dużym stopniu wiązała się z lokalnymi świętymi (św. Wojciech, św. Stanisław. W XIII w. pojawiły się poematy dydaktyczne i stanowe, tworzone również w kolejnych wiekach (m.in. Mikołaja z Polski). W XIV i XV w. powstawały utwory okolicznościowe (np. o bitwie pod Grunwaldem). W wieku XV i na początku XVI osobny nurt stanowiły utwory pisane przez żaków krakowskich (wierszowane „statuty”, listy proszalne, ukazujące trudne położenie studentów, związane z zabawami, listy miłosne, parodie modlitw i tekstów naukowych, opisy narodowości). Przez całe średniowiecze dominowała jednak w Polsce poezja religijna. XV wiek to czas, gdy do polskiej literatury łacińskiej zaczęły przenikać elementy humanizmu.
Zachodnie wzorce literackie przyjmowane były w Polsce selektywnie. Niewielki odzew znalazła poezja wagantów. Ubogo reprezentowana była też poezja miłosna (brak zwłaszcza nawiązań do twórczości trubadurów i minnesigerów), nie było utworów głoszących pochwałę życia i zabawy (jak w zbiorze Carmina Burana). Słabo obecne były też pieśni rycerskie i opisujące wojny, również toczone przez Polaków. W zakresie literatury religijnej w niewielkim stopniu zaznaczył się nurt moralistyczny, dotyczący wzgardy świata i potęgi śmierci. Literatura piśmienna nie przejęła też prawie nic ani z rodzimej twórczości ustnej okresu przedpiśmiennego, ani rozwijającej się współcześnie z piśmiennictwem.

### Autorzy

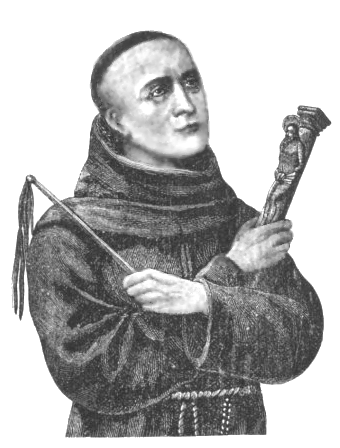
Władysław z Gielniowa (grafika z XIX w.)

W XI i XII w. literaturę w Polsce tworzyli głównie autorzy obcego pochodzenia. Od XIII w. twórcami poezji łacińskiej byli przeważnie Polacy. Polscy poeci średniowieczni tworzący w języku łacińskim to m.in. Wincenty z Kielczy (XIII w.), Jan Łodzia (XIV w.), Adam Świnka, Stanisław Ciołek, Władysław z Gielniowa, Marcin ze Słupcy, Grzegorz z Sanoka (XV w.).
Duża część średniowiecznej twórczości w języku łacińskim jest anonimowa. Autorstwo niektórych utworów można wskazać dzięki akrostychom, czyli układaniu się pierwszych liter kolejnych wersów w słowa, w tym przypadku imiona. W ten sposób swoje autorstwo oznaczył Jan Łodzia w sekwencji In laudem sacro praesuli: „IOHANNES PRESUL POSNANIE”. W kilku utworach akrostychy wskazują na autorstwo Adama Świnki: „ADAM SVINCA DE ZELONA” (w sekwencji Ave virgo, fons virtutum), „SVINCA”, „PRANDOTE ADAM PIO DONAT”, „ADAM PRANDOTE” (dwa ostatnie z dedykacją biskupowi Janowi Prandocie). Sekwencje Stanisława Ciołka zawierały akrostych „STANISLAUS”, zaś utwory Władysława z Gielniowa – „IESUS CRISTUS MARIA LADISLAUS” (przywołanie Jezusa i Maryi mogło być wyrazem pobożności oraz chęci uczczenia patronów). Dzięki akrostychom można też wskazać autorstwo Marcina ze Słupcy, Pawła z Pyskowic i kilku innych autorów, nieznanych skądinąd.

### Twórczość religijna
Za najstarszą znaną pieśń religijną powstałą w Polsce uznawana jest sekwencja Hac festa die, datowana od schyłku XI w. do XIII w. Modlitewnik Gertrudy, pochodzący ze schyłku XI w., zawiera zasadniczo znane ówcześnie modlitwy, zawiera jednak też osobiste i autobiograficzne wstawki.
Rozwój polskiej poezji liturgicznej w języku łacińskim przypada na XIII w., kiedy to działał m.in. pierwszy znany z nazwiska polski poeta – Wincenty z Kielczy, autor hymnu Gaude Mater Polonia. Wincenty mógł być także autorem sekwencji Leta mundus i Iesu Christe, rex superne oraz oficjum Dies adest celebris (cykl 34 utworów poświęconych św. Stanisławowi). Z XIII w. pochodzą też pieśni hagiograficzne Hodierne lux diei (o św. Wojciechu) oraz Consurge iubilans i Exultent hodie iugiter (o św. Jadwidze).
W 1. połowie XIV w. działał Jan Łodzia, któremu przypisuje się autorstwo kilku lub kilkunastu pieśni, w tym sekwencję o św. Wojciechu In laudem sacro praesuli oraz sekwencję maryjną Salve salutis ianua, mógł też układać pieśni świeckie. Prawdopodobnie z XIV w. z klasztoru dominikańskiego we Wrocławiu pochodzi również hymn o św. Annie Ave, mater Anna.
W 1. połowie XV w. działał Adam Świnka, autor m.in. sekwencji o św. Barbarze (Ave virgo, fons virtutem), św. Wojciechu (Salve sidus Polonorum), Maryi (Ave virgo regia), św. Stanisławie (Psallat poli hierarchia). W tym samym czasie tworzył Stanisław Ciołek (m.in. pieśń maryjna Stupet Averni feritas, sekwencja Stella sole clarior). W 2. poł. XV w. tworzył Marcin ze Słupcy (sekwencja o św. Marcinie Mavors o Daviducus). Również w 2. poł. XV w. działał tworzący zarówno po łacinie, jak i po polsku, Władysław z Gielniowa. Przypisywanych jest mu kilkanaście utworów łacińskojęzycznych, m.in. Ad Cantica canticorum verto me (wierszowany komentarz do Pieśni nad pieśniami), modlitwa maryjna Pieśń „contra pestem”, utwór na dzień zaduszny Metra id Die animarum, wiersze o świętych.
Ogółem wśród polskich pieśni religijnych w języku łacińskim najliczniej reprezentowane są sekwencje. Z XIII w. pochodzą 4 sekwencje, z XIV – 27, z XV – 54, z 1 poł. XVI – 53. Słabiej zbadane są hymny – przyjmuje się, że powstało ich ok. 60, zaś większość z nich poświęcona była rodzimym świętym. Hymny tworzone były głównie z XIV i XV w., przeważnie w środowisku dominikańskim w Małopolsce i na Śląsku. Innym gatunkiem religijnym spotykanym w polskich średniowiecznych księgach liturgicznych są tropy, nie wiadomo jednak, które z nich powstały na terenie Polski.
Z obszaru Polski znane są też oficja rymowane, czyli cykle utworów przeznaczone do śpiewania podczas nabożeństw pozamszalnych. Najstarsze znane oficjum – Dies adest celebris – pochodzi z XIII w., niedługo po nim powstało oficjum Benedic regem cunctorum o św. Wojciechu. Prawdopodobnie z XIV w. pochodzą oficja: O amica pudica / Dei santca Barbara (o św. Barbarze, aczkolwiek polskie pochodzenie nie jest pewne) i na cześć Matki Boskiej Śnieżnej, z przełomu XIV i XV w. – cykle o św. Tomaszu Apostole, św. Mikołaju i św. Janie Jałmużniku, z XVI w. – oficjum o św. Jacku.

### Poezja świecka

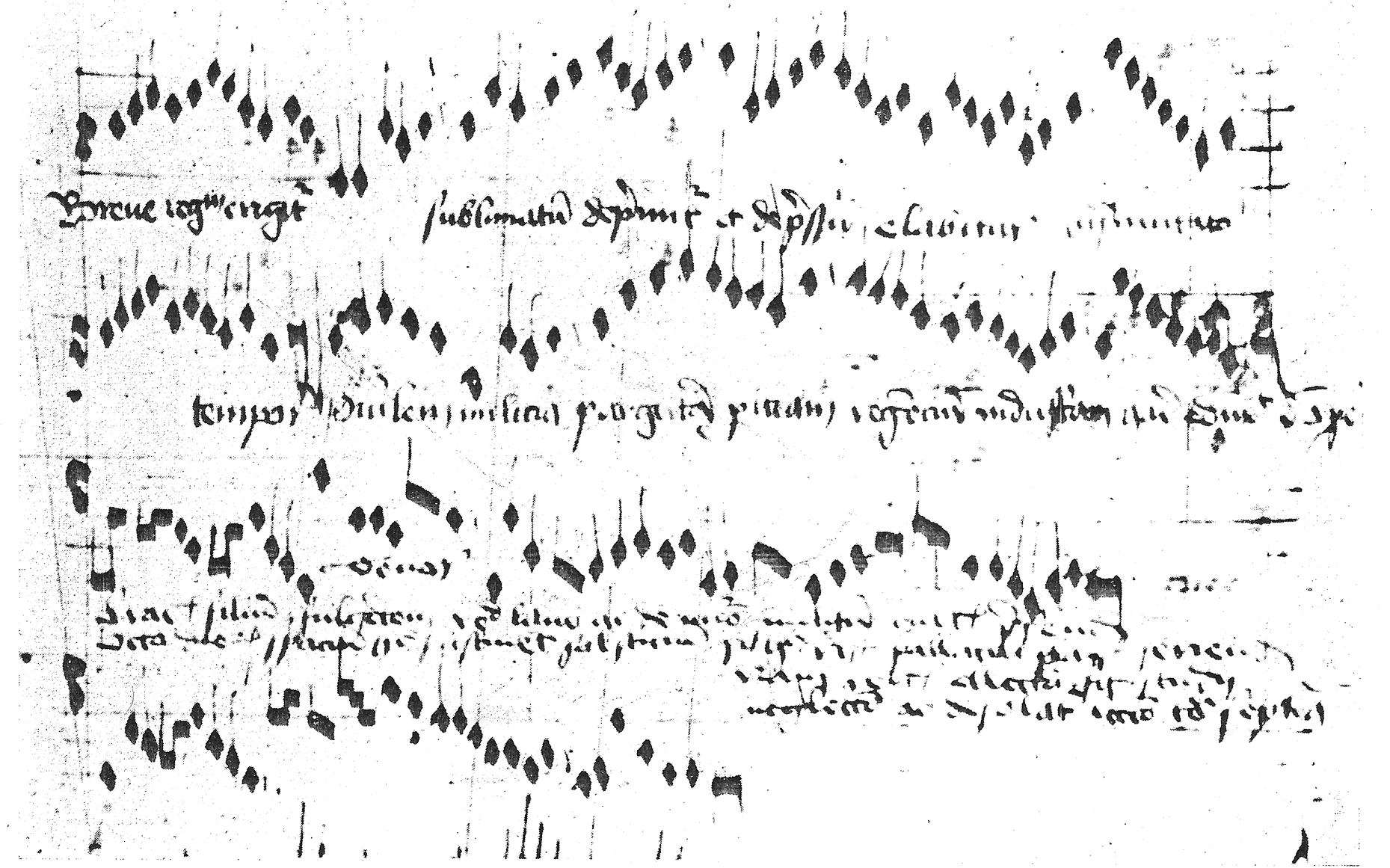
Fragment rękopisu Breve regnum wraz z notacją muzyczną

#### Epigrafy i epigramy chronologiczne
Najstarszym znanym poetyckim utworem łacińskim z terenu Polski jest zachowany fragmentarycznie epigraf Ossa trium, pochodzący z pierwszej ćwierci XI wieku. Niepewne jest datowanie innego epigrafu, znanego jako Nagrobek Bolesława Chrobrego – czas jego powstania sytuowany jest między XI a XIV wiekiem. Kolejne znane epigrafy pochodzą z XII wieku. Zachowało się stosunkowo dużo epigrafów zawierających daty konkretnych wydarzeń. Specyficzną odmianą epigramu jest autobiograficzny wiersz Władysława z Gielniowa Anno Christi milleno.

#### Utwory poetyckie w kronikach
Kilka tekstów poetyckich zawartych jest w Kronice polskiej Anonima tzw. Galla, napisanej w początkach XII w. Każda z trzech ksiąg poprzedzona jest wierszowanym skrótem oraz zawiera po jednej pieśni. Utwory poetyckie zawiera również Kronika Wincentego Kadłubka z przełomu XII i XIII w., na które składa się ok. 40 fragmentów różnej długości. W Kronice Kadłubka znalazło się m.in. Epicedium na śmierć Kazimierza Sprawiedliwego (Non est pudor pro dolore) oraz wierszowana bajka Vincit conflictu lapis, cadit olla sub ictu. W Roczniku świętokrzyskim (nowym), prawdopodobnie z końca XIII w., znalazło się Epitafium Leszka Czarnego (Migravit Baro). Wierszowane wstawki pojawiały się również w kronikach zakonnych i żywotach świętych.

#### Utwory użytkowe, traktaty naukowe
U schyłku XIII w. zaczęła rozwijać się w Polsce literatura związana ze stanami społecznymi. Po 1270 powstał poemat Antipocras Mikołaja z Polski, w którym obok wywodów medycznych znalazł się satyryczny opis złego lekarza. Po 1320 kanonik krakowski Frowinus ułożył poemat satyryczny Antigameratus, ukazujący wady i przewinienia różnych grup społecznych i zawodowych. Sprzed 1469 pochodzą moralistyczne poematy De hiis malis que aguntur in hoc mundo (O występkach, które się panoszą na świecie) oraz De curie miseria (O marnościach dworu), być może autorstwa Mikołaja Olocha z Szamotuł.
Wierszowaną formę przybierały też utwory zawierające informacje praktyczne. Wiersze o miesiącach (Signitur oculta febris februo tibi multa), wpisane do rubryceli przemyskiej z 1415, zawierały wskazówki dietetyczne i higieniczne, pomagające utrzymać zdrowie i dobre samopoczucie, na każdy miesiąc. Władysław z Gielniowa stworzył wierszowany poradnik wymierzania kary Annis decem peniteat presbiter.

#### Epigramaty
Od XIII w. zaczęły się też pojawiać drobne formy poetyckie umieszczane na marginesach lub okładkach ksiąg, dotyczące bieżących wydarzeń (np. spalenie Krakowa w 1287, napad Brandeburczyków na Poznań w 1299), spraw codziennych (wiersz o drożyźnie i cenach we Wrocławiu) oraz poświęcone książkom, pisarzom i problemom pracy twórczej. Epigramaty zawierały nie tylko informacje kronikarskie. Część z nich przedstawiało sytuacje niezwiązane z konkretnym czasem i miejscem z nastawieniem na przekazywanie nauki. XIV-wieczny polityczny epigramat Wrotslaw cum Slesia, Nyssa, Swednicz, Glogovia argumentuje o polskości Śląska i Pomorza. Epigramat Qui libros apperis, hos claudere, ne pigriteris, zanotowany w XV-wiecznym kodeksie prawa kościelnego, zawiera pouczenie na temat obchodzenia się z księgami. XV-wieczny utwór Franconicus mansus perfectus sit tibi sensus przedstawia praktyczne informacje o miarach ziemi i ich przeliczeniach. Zachowały się również epigramaty charakteryzujące narodowości: utwór Dico  vobis rite, fugite consorcium (XV w.) zawiera krytyczne opinie o mieszkańcach Mazowsza, zaś Poloniam repeto vidique Italica regna (pocz. XVI w.) mówi o radości po powrocie z Włoch do ziemi ojczystej.

#### Wiersze historyczne
Odmianą poezji okolicznościowej były wiersze utrwalające pamięć o istotnych wydarzeniach. W księdze III Kroniki Anonima tzw. Galla zamieszczony został wiersz o zwycięstwie pod Nakłem Deo vero laus et honor.  Prawdopodobnie w latach 1317–1320 powstała anonimowa Pieśń o wójcie Albercie, opisująca bunt mieszczan krakowskich z lat 1311–1312. Z XIV w. pochodzi Wiersz o zakonnikach z Lubiąża (Est locus iste Lubens Julio de Cesare dictus), opisujący historię klasztoru cystersów w Lubiążu. Po 1410 powstawały wiersze o bitwie pod Grunwaldem, w tym najobszerniejszy z zachowanych Anno milleno quadringentesimo deno. Inna grupa utworów dotyczyła klęski w bitwie pod Warną w 1444 (m.in. poemat Ego Wladislaus). W 2. poł. XV w. Władysław z Gielniowa napisał Wiersz o spustoszeniu Sambora (Inde lupus surgens cum Turcis tot rapit agnos). Katalog królów polskich Auctor Polonorum regni Boleslaus dictus Chabri z początku XVI w, przypisywany niekiedy Władysławowi z Gielniowa, przedstawiał sylwetki koronowanych władców Polski od Bolesława Chrobrego do Kazimierza Jagiellończyka.

#### Utwory pochwalne
W Kronice Anonima tzw. Galla znalazła się piosenka Bolezlaue, Bolezlaue dux gloriosissime, śpiewana rzekomo przez rycerzy niemieckich na cześć księcia Bolesława Krzywoustego. Kronika Kadłubka zawiera panegiryk na cześć arcybiskupa Piotra – Aplanon axe tero. Tworzący w 1. poł. XV w. Stanisław Ciołek napisał Lauc Cracoviae (inc. Cracovia civitas) – pieśń zawierającą pochwałę Krakowa oraz panującej rodziny. Z końca XV w. pochodzi Wiersz ku czci Spytka z Melsztyna (Spythko, tua virtus meritis coniuncta priori).

#### Wiersze o narodzinach
Specjalnym rodzajem utworu pochwalnego jest genethliakon. Ten typ wiersza dotyczy czyichś urodzin, najczęściej potomków osób sprawujących władzę. Kronika Anonima tzw. Galla zawiera w księdze I pieśń o cudownym poczęciu i narodzinach Bolesława Krzywoustego – Boleslaus dux inclitus. Dwa tego rodzaju teksty z XV w., przeznaczone do śpiewu, zachowały się wraz z nutami w rękopisie Kras 52: Nitor inclite claredinis (z okazji urodzin królewicza Władysława w 1424) oraz Hystorigraphi aciem (z okazji urodzin królewicza Kazimierza w 1426). Dawniej przypisywano je Stanisławowi Ciołkowi, zawierają jednak akrostych „NICOLAUS” – ich autorem mógł być Mikołaj z Błonia lub Mikołaj z Radomia (autor muzyki do Hystorigraphi aciem).

#### Utwory żałobne
Stosunkowo liczną grupę średniowiecznych utworów po łacinie stanowią wiersze żałobne (epitafia, epicedia), poświęcone zmarłym osobistościom, jak władcy i ich rodziny, dostojnicy, sławni rycerze. Najstarszymi utworami żałobnymi na ziemiach polskich były epigrafy ryte na płytach nagrobnych i zawierające skrótowe dane o zmarłych (najstarszy z nich to Ossa trium z pocz. XI w.), dłuższe utwory funeralne pojawiły się w XII–XIII w., zaś rozkwit tego rodzaju poezji nastąpił w XV w., kiedy to powstawały rozbudowane poematy oraz wiersze o charakterze panegirycznym.
W księdze I Kroniki Anonima tzw. Galla znajduje się planctus Omnis etas, omnis sexus, omnis ordo currite, wyrażający żal po śmierci Bolesława Chrobrego. Kronika Kadłubka zawiera epicedium na śmierć Kazimierza Sprawiedliwego – Non est pudor pro dolore. Z Rocznika świętokrzyskiego (nowego), prawdopodobnie z końca XIII w., pochodzi epitafium Leszka Czarnego Migravit Baro. Z końca XIII w. może też pochodzić epitafium biskupa Jana Prandoty Hic iacet ecclesie decus, hic pastor bonus, hic flos.
Większość zachowanych utworów żałobnych powstała w XV w.:
- Sidus Polonorum iacet hic Hedvigis eorum (anonimowy) – upamiętniający królową Jadwigę (zm. 1399)[83][84]
- Anno milleno quadringe vige quoque seno (Marcin ze Słupcy) – ku czci Andrzeja Łaskarza (zm. 1426)[85]
- Arma tua fulgent, sed non hic ossa quiescunt (Adam Świnka) – upamiętniający Zawiszę Czarnego (zm. 1428)[83]
- Virginum o iubar, o inclita gloria regni (Adam Świnka) – poświęcony Jadwidze, córce Władysława Jagiełły (zm. 1431)[83]
- Hanc tibi nimbiferam quondam pie sceptriger odam (Grzegorz z Sanoka) – poemat o śmierci Władysław Jagiełły (zm. 1434)[83]
- Decus o patrie, spes et honos inclita regni (Marcin ze Słupcy) – upamiętniający Wincentego z Szamotuł (zm. 1446)[85]
- Sanguine clara Ducum Russiae, clarissima quondam (Grzegorz z Sanoka, autorstwo niepewne) – upamiętniający Zofię Holszańską, czwartą żonę Władysława Jagiełły (zm. 1461)[83]
- O funesta dies nostri miserabilis evi (anonimowy) – poświęcony pamięci Andrzeja Odrowąża (zm. 1465)[86].
- Serve Dei Simon, tu Francisci proles (Władysław z Gielniowa) – epitafium dla Szymona z Lipnicy (zm. 1482)[47]

#### Poezja żakowska i miłosna
W XV w. rozwijała się poezja żakowska, tworzona głównie w środowisku studentów Akademii Krakowskiej. Wśród żaków rozpowszechniane były wierszowane zbiory zasad postępowania, tworzone na wzór regulaminów zachodnioeuropejskich. Tego rodzaju utworem jest mnemotechniczny wiersz Latinale de statu scolarium (Po łacinie – o stanie scholarów). Innym typem literatury żakowskiej były utwory zawierające prośby o wsparcie materialne, np. wierszowane listy Epistola preoptima in illos (inc. O domini digni) i O domine digne, venerabilis atque benigne oraz piosenka Responsorium pauperum (inc. Defectus misti ad vos). W polskich rękopisach znajdują się również inne drobne wiersze i przysłowia, notowane prawdopodobnie przez studentów, nie wiadomo jednak, które z nich są twórczością miejscową, a które przyniesione zostały z zagranicy.
Codzienne życie żaków, zwłaszcza mieszkających w bursach, poddane było ostrym regulaminom. Jednak w ustalonym czasie (w Krakowie był to 15–22 października) odbywały się święta studentów, kiedy to reguły przestawały obowiązywać – odwracano dotychczasową hierarchię, wybierano „króla”, urządzano karnawałowe zabawy. Wybór „króla” żaków opisują piosenki Breve regnum erigitur oraz Ad festa regis incliti, w której naprzemiennie występują wersy po łacińsku i polsku. Wiersz Metra de sancto Gallo opisuje zwyczaje świąteczne związane z kogutami (obdarowywanie kogutami nauczycieli, walki kogutów). Pod takim samym tytułem Metra de sancto Gallo funkcjonuje też poemat dydaktyczny dla żaków krakowskich, autorstwa Władysława z Gielniowa.
W środowisku żakowskim powstawały również utwory miłosne. Zachowały się dwa wierszowane listy: Epistola ad dominicellam (List do panienki) – list do ukochanej Heleny, mieszkającej w Krakowie – oraz Es enim stella virginum (Jesteś iście gwiazdą panien), stanowiący końcową część prozaicznego listu Litera ad amasiam de eodem amore.
Nurt poezji waganckiej, czyli tworzonej przez wędrownych studentów, nie był w Polsce liczne reprezentowany. Zachował się m.in. krótki wiersz Pons polonicus, będący typową dla tego nurtu charakterystyką różnych narodowości, być może autorstwa Ambrożego Pampowskiego. Podobną charakterystykę nacji zawiera Satira comica, będąca przeróbką utworu popularnego w Niemczech.

## Renesans
Pod koniec XV w. w polskiej poezji łacińskojęzycznej zaczęły pojawiać się tendencje humanistyczne, przejawiające się m.in. próbami naśladowania łaciny klasycznej i gatunków uprawianych przez starożytnych poetów, jak elegia, dialog, epos, pieśń. Wczesnymi przykładami tych tendencji są m.in. wierszowany dialog o kardynale Zbigniewie Oleśnickim pt. Thomas, Joannes, Gorias (być może autorstwa Jana Długosza lub Mikołaja de Albocastro) oraz fragment epopei Sbigneis Mikołaja Kotwicza o prymasie Zbigniewie Oleśnickim. Za właściwy początek łacińskiej poezji humanistycznej w Polsce można uznać odejście od średniowiecznych wierszy rymowanych oraz izosylabicznych na rzecz systemów metrycznych wzorowanych na łacinie starożytnej, który to proces zaznaczył się najwcześniej w poezji Filipa Kallimacha. Innym przejawem tendencji humanistycznych było poruszanie w utworach wątków osobistych i autobiograficznych (np. relacjonowanie własnych przeczyć, prawdziwych lub zmyślonych przygód miłosnych, komplementowanie przyjaciół, krytyka przeciwników), rzadkie w poezji średniowiecznej. W poezji humanistycznej pojawiło się też więcej nawiązań do realiów starożytnych oraz mitologii greckiej i rzymskiej.
Gdy w XVI wieku rozwinął się polski język literacki (m.in. za sprawą twórczości Jana Kochanowskiego), łacina pozostała językiem wielu utworów pisanych przez Polaków. Pierwszymi przedstawicielami renesansowego nurtu poezji polsko-łacińskiej są autorzy obcego pochodzenia: Niemiec Konrad Celtis, Włoch Filip Kallimach. Wkrótce po nich łacińską poezję humanistyczną zaczęli uprawiać Polacy: Andrzej Krzycki, Jan Dantyszek, Klemens Janicki, Mikołaj Hussowczyk oraz Jan Kochanowski, który przez całe życie pisał w obydwu językach.

### Wczesny humanizm

#### Filip Kallimach
W dorobku Filipa Kallimacha (1437–1496), włoskiego humanisty, który w latach 1470–1496 działał w Polsce, znalazły się pieśni, epigramaty i elegie miłosne. Utwór hagiofraficzny Carmen sapphicum in vitam gloriosissimi martyris sancti Stanislai (Pieśń saficka o życiu przesławnego męczennika świętego Stanisława) wykorzystuje antyczną strofę saficką. Z lat 1470–1471 pochodzi sześćdziesiąt elegii i epigramatów miłosnych Kalimacha, kierowanych do bliżej nieznanej Fanni Swentochny.

#### Konrad Celtis
W latach 1488–1490 lub 1491 działał w Krakowie Niemiec Konrad Celtis (1459–1508), założyciel Sodalitas Litteraria Vistulana. Z jego pobytem w Polsce związane są elegie, ody i epigramaty. Niektóre z nich chwalą Kraków i okolice, inne są złośliwymi komentarzami do miejscowych nieporządków, obyczajów i urody kobiet (w tym kochanki poety Hasiliny).

#### Wawrzyniec Korwin
Związany z Polską był też Wawrzyniec Korwin (ok. 1470–1527), humanista pochodzący z Dolnego Śląska, przyjaciel Konrada Celtisa oraz Mikołaja Kopernika. Jako wykładowca uniwersytetu w Krakowie napisał podręcznik wersyfikacji łacińskiej z przykładami zaczerpniętymi z własnej twórczości. W utworze przedstawiającym podróż z Torunia do Wrocławia zawarł pochwałę Kopernika oraz opis jego teorii heliocentrycznej. W 1518 stworzył dwa wiersze na turniej poetycki z okazji ślubu Zygmunta Starego i Bony, za które otrzymał nagrodę .

#### Paweł z Krosna
Paweł z Krosna (ok. 1470–1517), wywodzący się z niemieckiego mieszczaństwa w Krośnie, tworzył na przełomie XV i XVI w. poezję okolicznościową i religijną. W jego dorobku znalazły się m.in. utwory: Panegyrici ad divum Ladislaum… et sanctum Stanislaum… et pleraque alia connexa carmina (panegiryki na cześć św. Władysława i św. Stanisława, Wiedeń 1509), Epithalamion… Sigismundi regis Poloniae nobilissimaeque Barbare (na ślub Zygmunta Starego z Barbarą Zápolya, 1512) oraz dzieła religijne Sapphicon de inferorum vastatione et triumpho Christi (ok. 1513) i Elegiacum… ad divam Virginem Mariam (1515).

#### Jan z Wiślicy
Jan z Wiślicy (ok. 1485 – ok. 1520), uczeń Pawła z Krosna, wydał w 1516 obszerny epicki poemat Bellum Prutenum (Wojna pruska) z fragmentami wzorowanymi na Wergiliuszu, opisujący bitwę pod Grunwaldem i sławiący dynastię Jagiellonów.

#### Mikołaj Hussowczyk
Na tle epoki wyróżnia się oryginalnością (rzetelny opis zwierzęcia, unikanie pustosłowia, brak sztafażu antycznego i mitologicznego) Pieśń o żubrze (Carmen Nicolai Hussoviani de statura, feritate ac venatione bisontis) Mikołaja Hussowczyka (ur. 1478–1485, zm. po 1533) . Utwór ten, opisujący żubra i przy okazji Litwę oraz jej zwyczaje, miał być przesłany wraz z wypchanym okazem zwierzęcia papieżowi Leonowi X, do czego jednak ostatecznie nie doszło. W dorobku Hussowczyka znalazły się też inne utwory epickie, drobne elegie okolicznościowe, kilka epigramatów oraz oda saficka do św. Sebastiana.

#### Andrzej Krzycki
Obszerny i wartościowy dorobek twórczy pozostawił Andrzej Krzycki (1482–1537). Wśród jego utworów poetyckich znalazły się panegiryki na cześć Zygmunta Starego (m.in. In Augustissimum Sigisimundi regis Poloniae et reginae Barbarae connubium … Carmen, z okazji zaślubin z Barbarą Zapolya, Encomium Divi Sigismundi, regis Poloniae, post victoriam de Tartaris partam), satyry i pamflety poświęcone ówczesnym polskim osobistościom (m.in. biskupowi Janowi Latalskiemu), śmiałe erotyki, wiersze wielkanocne i bożonarodzeniowe.

#### Jan Dantyszek
Jan Dantyszek (1485–1548) tworzył zarówno poezję świecką, jak i religijną, w dużej części o charakterze publicystycznym. Debiutował wydanym w 1510 tomem wierszy moralistycznych De Virtutis et Fortunae differentia somnium (Sen o różności Cnoty i Fortuny). W 1517 wydał utwór Elegia amatoria (tzw. elegia Ad Grineam), poświęcony kochance ukrytej pod pseudonimem. Utwór, przedstawiający koleje życia nieszczęśliwych kochanków, zawiera wiele odniesień mitologicznych, jednak obok nich są też obecne nawiązania do prawdziwych wydarzeń, pozwalające identyfikować bohatera elegii z samym Dantyszkiem. Dantyszek tworzył też wiersze okolicznościowe, m.in. epitalamia na cześć Zygmunta Starego i królowej Bony, epicedia, epitafia, gratulacje, adhortacje, życzenia, prośby, dziękczynienia, epigramaty, satyry. Pod koniec życia Dantyszek napisał wiersz Vita Ioannis de Curiis Dantisci  (Życie Jana von Höfen Dantyszka), będący podsumowaniem własnego życia. Ostatnim tomem poetyckim Dantyszka był zbiór hymnów religijnych Hymni aliquot ecclesiastici, wydany w roku śmierci autora. Ogółem zachowana twórczość poetycka Dantyszka obejmuje ok. 7,5 tys. utworów.

#### Klemens Janicki
Kulminacją wczesnohumanistycznej poezji łacińskiej w Polsce była twórczość Klemensa Janickiego (1516–1543). Janicki, mimo odwołań do starożytności, nie tworzył poezji będącej jedynie kombinacją motywów antycznych, lecz przy użyciu łaciny odwoływał się do historii Polski czy polskich realiów. Debiutem Janickiego, wydanym jednak dopiero w 1574, był zbiór epigramatów Vitae archiepiscoporum Gnesnensium (Żywoty arcybiskupów gnieźnieńskich), opisujący sylwetki arcybiskupów gnieźnieńskich na tle historii Polski. Również dopiero pośmiertnie (po raz pierwszy w 1563) wydany został utwór Vitae Regum Polonorum elegiaco carmine descriptae (Żywoty królów polskich wierszem elegijnym opisane), przedstawiający w wierszowanej formie sylwetki władców Polski. Jednak najważniejszym osiągnięciem Janickiego, a także całej polskiej wczesnorenesansowej poezji łacińskiej, był zbiór Tristium liber I. Variarum elegiarum liber I. Epigrammatum liber I (Księga żalów. Księga różnych elegii. Księga epigramatów), wydany w 1542. Znalazło się w nim kilkadziesiąt utworów o różnej tematyce (religijnej, epitafjnej, miłosnej, obyczajowej, herbowej, okolicznościowej), z których jedną czwartą stanowią epigramy żałobne. Szczególne miejsce w tomie zajmuje Elegia VII – De se ipso ad posteritatem (O sobie samym do potomności), będąca przykładem autobiografizmu w literaturze renesansowej. Utwór, pisany w obliczu nadchodzącej śmierci, przedstawia rzeczowo życie poety, dane geograficzne i topograficzne, nazwiska osób z nim związanych, przebieg i skutki choroby, pocieszenie dla bliskich oraz przekonanie o nieśmiertelności własnej poezji.

## Barok
W XVII w. poezję polsko-łacińską tworzył m.in. bardzo popularny w Europie Maciej Kazimierz Sarbiewski, a także większość twórców polskojęzycznych, m.in. Mikołaj Sęp Szarzyński.

## Oświecenie
Kres rozwoju poezji polsko-łacińskiej nastąpił w dobie oświeceniowej walki o język narodowy i rozpowszechnienia się języka francuskiego jako języka europejskich elit intelektualnych.

### Opracowania ogólne
- Czesław Hernas: Barok. Wyd. VIII – 2 dodruk. Warszawa: Wydawnictwo Naukowe PWN, 2008, seria: Wielka Historia Literatury Polskiej. ISBN 978-83-01-13846-2.
- Antonina Jelicz: Wstęp. W: Antologia poezji polsko-łacińskiej 1470–1543. Wyd. drugie zmienione. Szczecin: Wydawnictwo »Glob«, 1985. ISBN 83-7007-031-0.
- Mieczysław Klimowicz: Oświecenie. Wyd. IX – 5 dodruk. Warszawa: Wydawnictwo Naukowe PWN, 2012, seria: Wielka Historia Literatury Polskiej. ISBN 978-83-01-13845-5.
- Ignacy Lewandowski: Antologia poezji łacińskiej w Polsce. Renesans. Poznań: Wydawnictwo Naukowe UAM, 1996. ISBN 83-232-0736-4.
- Teresa Michałowska: Średniowiecze. Wyd. 1. Warszawa: Wydawnictwo Naukowe PWN, 1995, seria: Wielka Historia Literatury Polskiej. ISBN 83-01-11452-5.
- Teresa Michałowska: Literatura polskiego średniowiecza. Warszawa: Wydawnictwo Naukowe PWN, 2011. ISBN 978-83-01-16675-5.
- Marian Plezia: Wstęp. W: Najstarsza poezja polsko-łacińska : (do połowy XVI wieku). Kraków: Zakład Narodowy im. Ossolińskich, 1952.
- Lucylla Pszczołowska: Wiersz polski. Zarys historyczny. Wrocław: Wydawnictwo „Leopoldinum” Fundacji dla Uniwersytetu Wrocławskiego, 1997. ISBN 83-85220-79-98.
- Piotr Wilczek. Pisarze łacińscy w dawnej Polsce – rekonesans. „Civitas Mentis”. I, s. 110-127, 2005. Katowice: Wydawnictwo Uniwersytetu Śląskiego. ISSN 1895-8346.
- Maciej Włodarski: Wstęp. W: Średniowieczna poezja łacińska w Polsce. Wrocław: Zakład Narodowy im. Ossolińskich, 2007. ISBN 978-83-04-04605-4.
- Jerzy Ziomek: Renesans. Wyd. XI – 5 dodruk. Warszawa: Wydawnictwo Naukowe PWN, 2012, seria: Wielka Historia Literatury Polskiej. ISBN 978-83-01-13843-1.

### Opracowania szczegółowe
- Janusz K. Goliński. „De se ipso ad posteritatem” : Kallimacha, Dantyszka i Janickiego autobiografie kreowane. „Pamiętnik Literacki”. 86/1, s. 3-24, 1995. Wrocław: Wydawnictwo Instytutu Badań Literackich Polskiej Akademii Nauk. ISSN 0031-0514.
- Henryk Kowalewicz. Średniowieczna poezja polskich żaków. „Pamiętnik Literacki”. 64/1, s. 195-216, 1973. Wrocław: Wydawnictwo Instytutu Badań Literackich Polskiej Akademii Nauk. ISSN 0031-0514.
- Ignacy Lewandowski. Epigramy żałobne Klemensa Janickiego (1516–1543). „Symbolae Philologorum Posnaniensium Graecae et Latinae”. XVIII, s. 77-86, 2008. Poznań: Wydawnictwo Naukowe Uniwersytetu im. Adama Mickiewicza w Poznaniu. ISSN 0302-7384.
- Dariusz Rott. Humanista ze Środy Śląskiej. „Forum Akademickie”. 7-8, 1998. Lublin. ISSN 1233-0930.
- Urszula Wich. Tajemnice warsztatu twórców polskiej poezji mnemotechnicznej (od XIV do XVIII wieku) na przykładzie akrostychu i chronostychu. „Acta Universitatis Lodziensis. Folia Litteraria Polonica”. 13, s. 19-33, 2010. Łódź: Wydawnictwo Uniwersytetu Łódzkiego. ISSN 1505-9057.